# Зон, Пауль Эдуард Рихард

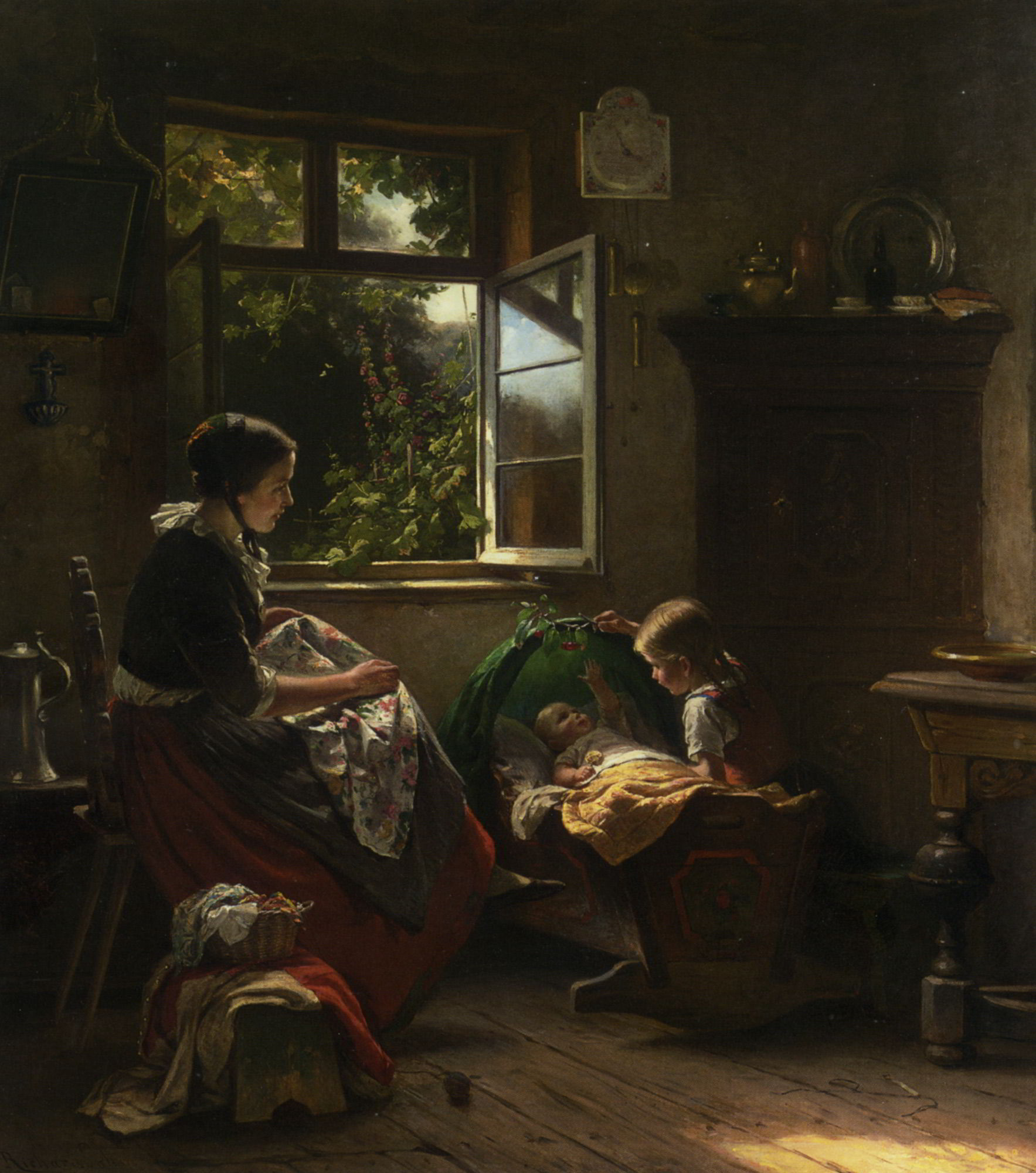
Картина Рихарда Зона «Игра с малышом».

Пауль Эдуард Рихард Зон (нем. Richard Sohn; 11 ноября 1834 — 8 марта 1912) — немецкий жанровый живописец и портретист, сын Карла Фердинанда Зона.

## Биография
Сначала учился в Дюссельдорфской академии, у своего отца, и у Вильгельма Шадова, затем занимался бытовой живописью у Pудольфа Иордана. Позже переехал и жил в Дюссельдорфе.
К числу его лучших картин принадлежат: «Приход солдат на постой в деревню» (1862), «Слепой скрипач и его дочь» (1862) и «Антикварий». Позже писал преимущественно портреты.